# إيغور كاسيو
إيغور كاسيو هو لاعب كرة قدم برازيلي، ولد في 30 يونيو 1998 في ريو دي جانيرو في البرازيل. لعب مع بوتافوغو ريغاتاس.

## وصلات خارجية
- إيغور كاسيو على موقع قاعدة بيانات كرة القدم.إي يو (الإنجليزية)
- إيغور كاسيو على موقع Soccerway.com (الإنجليزية)